# Kung Fu de los Cinco Ancestros

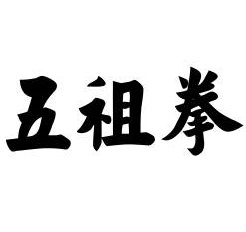
Caracteres chinos para Kung Fu de los cinco ancestros.

El Kung fu de los cinco ancestros es una arte marcial China meridional que consiste en técnicas de cinco diferentes estilos:
- La técnica de la mano y complementaria de la suavidad y dureza del Yin Yang (白鶴拳)
- La agilidad de los pies del mono (猴拳)
- La precisión y eficiencia del movimiento del emperador Taizú (太祖拳)
- La postura correcta del cuerpo, fuerza dinámica el poder interno de Luóhàn (羅漢拳)
- El cuerpo de hierro y el trabajo interno, de Dázūn (達尊拳)

## Enlaces de interés
- Directorio + Foro de Kung Fu

- Datos: Q847654